# 英王乔治五世级战列舰 (1939年)

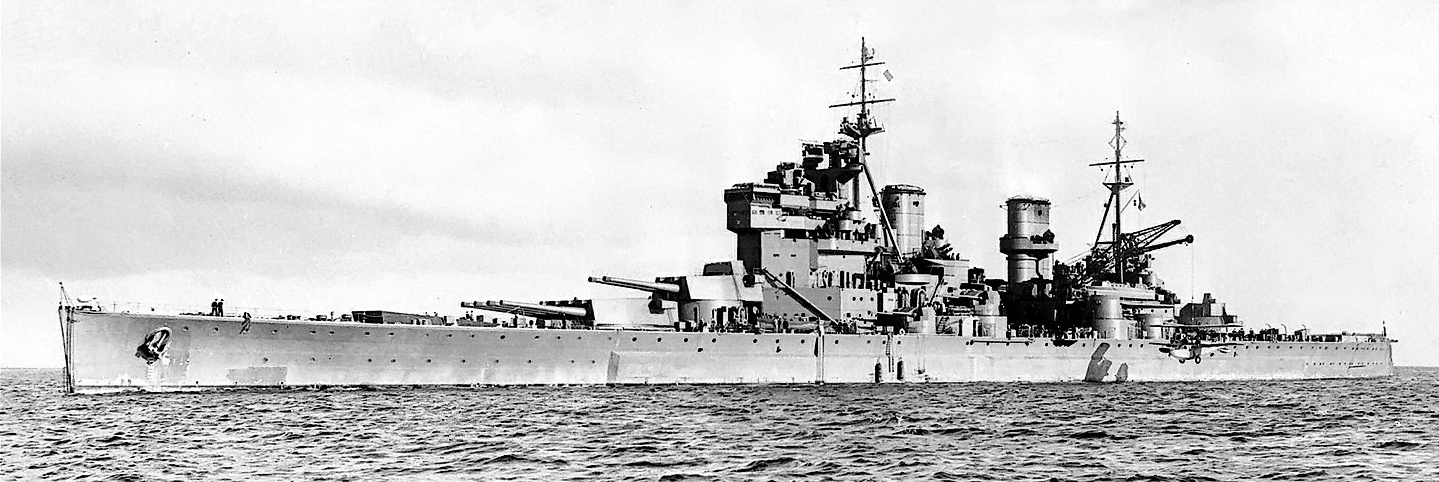
英王乔治五世级战列舰 威尔士亲王号

英王佐治五世级战列舰（King George V class）是英国于1930年代末建造的一级战列舰，也是二战前英国建造的最后一级战列舰。其设计遵守1936年第二次伦敦海军条约（限制战列舰的标准排水量不超过35000吨，主炮口径不大于14英寸即356毫米）的规定，是典型的条约型战列舰。同级舰有英王乔治五世号（HMS King George V）、威尔士亲王号（HMS Prince of Wales）、约克公爵号（HMS Duke of York）、安森号（HMS Anson）、豪号（HMS Howe）5艘。

## 建造背景
第一次世界大战结束后，英国、法国、美国、日本、意大利等国先后签订了华盛顿海军条约与伦敦海军条约，保证将新战列舰的建造冻结到1936年12月。1936年初，美、英、法等国签署了第二次伦敦海军条约，规定战列舰的标准排水量不超过35000吨，主炮口径不大于14英寸，但不再限制战列舰的数量。于是，各海军强国又出现了建造战列舰的热潮。
虽然面临造价问题、针对战列舰是否过时的争论和调集人力、物力上的问题，英国皇家海军仍然认为需要拥有与潜在对手相当的战列舰。为了新的战列舰能赶在1937年初开始建造，1940年服役，英国海军参考谈判进展，取消了建造装备15英寸以上口径主炮战列舰的计划，决定推荐排水量35000吨，安装3座四联装356毫米口径主炮，航速26节的战列舰方案。1936年，英国海军部批准了建造5艘英王乔治五世级战列舰的方案。
1936年，日本宣布退出裁军会议，意大利也未在条约上签字，美国则宣布只有在日本遵守条约限制的情况下美国才不会突破条约限制。结果1937年初匆忙开工的英王乔治五世级战列舰的356毫米（14英寸）主炮口径是同时代战列舰中最小的，弹丸重量最轻，威力最低。而在建造时由于设计排水量限制节省重量的原因，最终主炮数量由12门又减少为10门，数量上的优势也消失了。但是该级舰的水线装甲带仅次于日本大和级。

## 性能概况

### 总体性能
英王乔治五世级战列舰的标准排水量为35490吨，满载排水量为40580吨；水线长227.1米，水线宽31.3米，吃水深度8.53米；满载时最大航速为27.5节，续航力在航速27节时为3100海里；舰员共1409人，其中军官70人。

### 武备
主炮为3座45倍径356毫米炮，2座在舰艏、1座在舰艉。其中2座为四联装，分别位于舰艏和舰艉，1座为双联装，位于舰艏B炮位。每发炮弹重721公斤，最大射程为33193米，每40秒可齐射一次。
副炮为8座双联装50倍径134毫米炮，每发炮弹重36公斤，最大射程为21397米，最大射高为14945米。
另外，还装有大量40毫米和20毫米高射機炮，但数量前后变化较大。
英王乔治五世级战列舰由于排水量的限制在强化防护的同时降低了火力的配备。乔治五世级最初设计采用12门14英寸口径主炮（3座四联装主炮塔。2座在舰艏、1座在舰艉）。由于设计排水量限制，为了加强装甲防护，B炮位主炮塔减少两门主炮以节省排水量，使主炮数量减少到10门，火力密度降低。
结构复杂的四联装主炮塔可靠性存在问题，在服役后的一段时间中频频发生机械故障，主炮经常因为防火门连杆机构变形卡死而运作受阻。

### 推进
装有4部帕森斯型齿轮传动式涡轮机和8台三锅筒式水管锅炉。
英王乔治五世级采用平甲板船型，由于乾舷高度较低，在恶劣海况下航海性能并不好，但其稳定性较之前的纳尔逊级有所改善。

### 防护
英王乔治五世级装甲防护的设计要求是能承受一发381毫米穿甲弹和一枚装药450千克的鱼雷。弹药库顶装甲厚149毫米，舷侧装甲厚374毫米；轮机舱顶装甲厚124毫米，舷侧装甲厚348毫米；主炮面板厚324毫米、塔侧厚224毫米、塔顶厚149毫米。149毫米厚的装甲能抵御406毫米炮弹在28003米距离上的命中。
舷侧水线装甲带是垂直布置的，与当时流行的倾斜布置不同，尤其重视以水平装甲抵御空中轰炸的威胁，装甲抗弹性能较好。水下舰体防护采用类似“夹心”的结构。

### 侦察
原本配備4架海象式水上偵查机和一具彈射器，但后来全部撤除。
在大修或建造途中装备了雷达。

## 服役历程

### 英王乔治五世号
英王乔治五世号1937年1月1日于维克斯·阿姆斯特朗船厂开工，1939年2月21日下水，1940年12月11日服役。服役后担任英国皇家海军本土舰队旗舰。
1941年5月22日，参加对德国俾斯麦号战列舰的搜寻。5月27日与其交火并命中。当日俾斯麦号战沉。在交火中它和威爾士親王一樣受到機械故障和不熟练水兵的錯誤操作的困擾:在284雷達的指引下,它在0853-0913時的34次齊射中取得了14次跨射,而從0920時一個炮塔失靈,最後每門炮都由於防焰鎖定機構的問題經歷過一次錯過齊射。10門炮中有5門變得無法發射直到最後,而A炮塔3號炮兩次失控開火因此被關閉了半小時。
1941年10月～1942年5月，为前往苏联的护航运输队护航。
1944年10月～1945年9月，加入英国太平洋舰队，参加对日作战。
1945年10月～1946年12月，作为本土舰队旗舰。
后改为训练舰，1950年转预备役，1957年拆毁。

### 威尔士亲王号

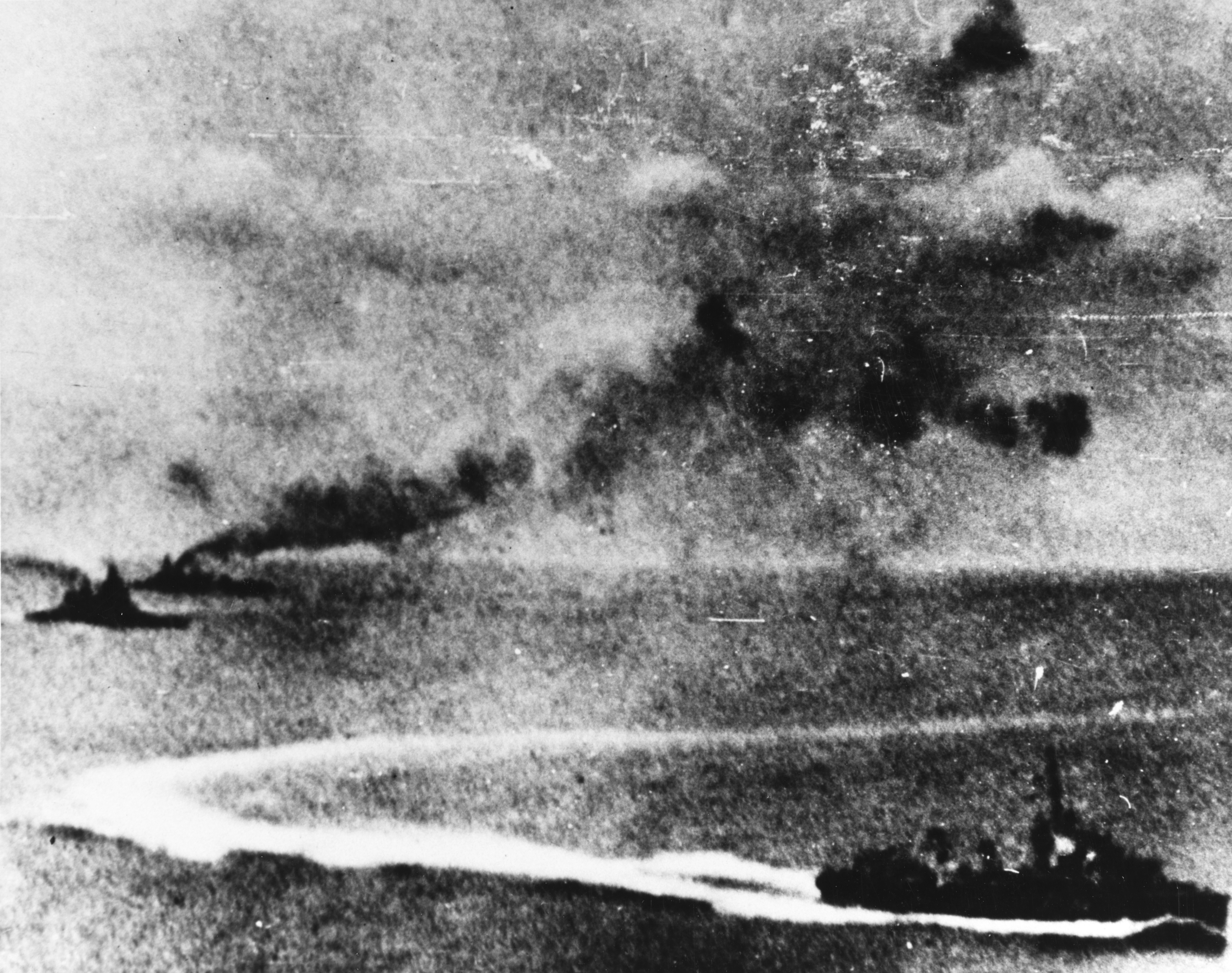
威尔士亲王号被击沉

1937年1月1日在卡梅爾·賴德船厂开工，1939年5月3日下水，1941年3月31日服役。
1941年5月，在尚未完成测试调试时，就和胡德号战列巡洋舰一起参加了堵截德国海军俾斯麦号战列舰的行动。1941年5月24日在丹麦海峡海战中，开火命中俾斯麦号，造成后者航速下降及燃油流失。胡德号被击沉后，被命中7弹且受主炮故障困扰的威尔士亲王号退出战斗。
1941年8月，威尔士亲王号运载首相丘吉尔到纽芬兰，签署了著名的《大西洋宪章》。
1941年，同反击号战列巡洋舰一起加入英国远东舰队（Z舰队），12月2日到达新加坡。12月10日在马来亚海域由于缺乏空中掩护被日军轰炸机击沉。威尔士亲王号被6枚鱼雷和1颗炸弹命中。

### 约克公爵号
1937年5月5日在约翰·布朗造船厂开工，1940年2月28日下水，1941年11月4日服役。
1942年3月～10月，为前往苏联的护航运输队护航，之后参加火炬行动。
1943年12月，在为前往苏联的护航运输队护航途中击沉德国沙恩霍斯特号战列巡洋舰。
1945年4月，加入英国太平洋舰队，随后返回英国成为本土舰队旗舰。
1957年拆毁。

### 安森号
1937年7月20日在斯旺·亨特和怀姆·理查森船厂开工，1940年2月24日下水，1942年6月22日服役。
1942年9月起为前往苏联的护航运输队护航。
1944年4月，参加围歼德国提尔皮茨号战列舰的「鎢素行動」。
1945年4月，加入英国太平洋舰队。
1949年转预备役，1957年拆毁。

### 豪号
1937年6月1日在费尔菲尔德船厂开工，1940年4月9日下水，1942年8月20日服役。
1942年12月～1943年5月，编入本土舰队。
1943年7月，参加入侵意大利。
1944年，成为英国太平洋舰队的旗舰，参加对日作战。
1946年转为训练舰，1951年转后备役，1958年拆毁。